# كاري ليزر
كاري ليزر (بالإنجليزية: Kari Lizer)‏ هي كاتبة سيناريو وممثلة أمريكية، ولدت في 26 أغسطس 1961 بسان دييغو في الولايات المتحدة.

## أعمال

### مسلسلات
- ماتلوك

## وصلات خارجية
- كاري ليزر على موقع IMDb (الإنجليزية)
- كاري ليزر على موقع ألو سيني (الفرنسية)
- كاري ليزر على موقع أول موفي (الإنجليزية)
- كاري ليزر على موقع قاعدة بيانات الأفلام السويدية (السويدية)
- كاري ليزر على موقع قاعدة بيانات الفيلم (الإنجليزية)
- كاري ليزر على موقع كينوبويسك (الروسية)